# Комратская республика
Комратская республика (гаг. Komrat Respublikası, рум. Republica de la Comrat) — народное самоуправление, установленное крестьянами Бендерского уезда 6 января 1906 года во время Первой русской революции. Просуществовало до 12 января того же года.

## История

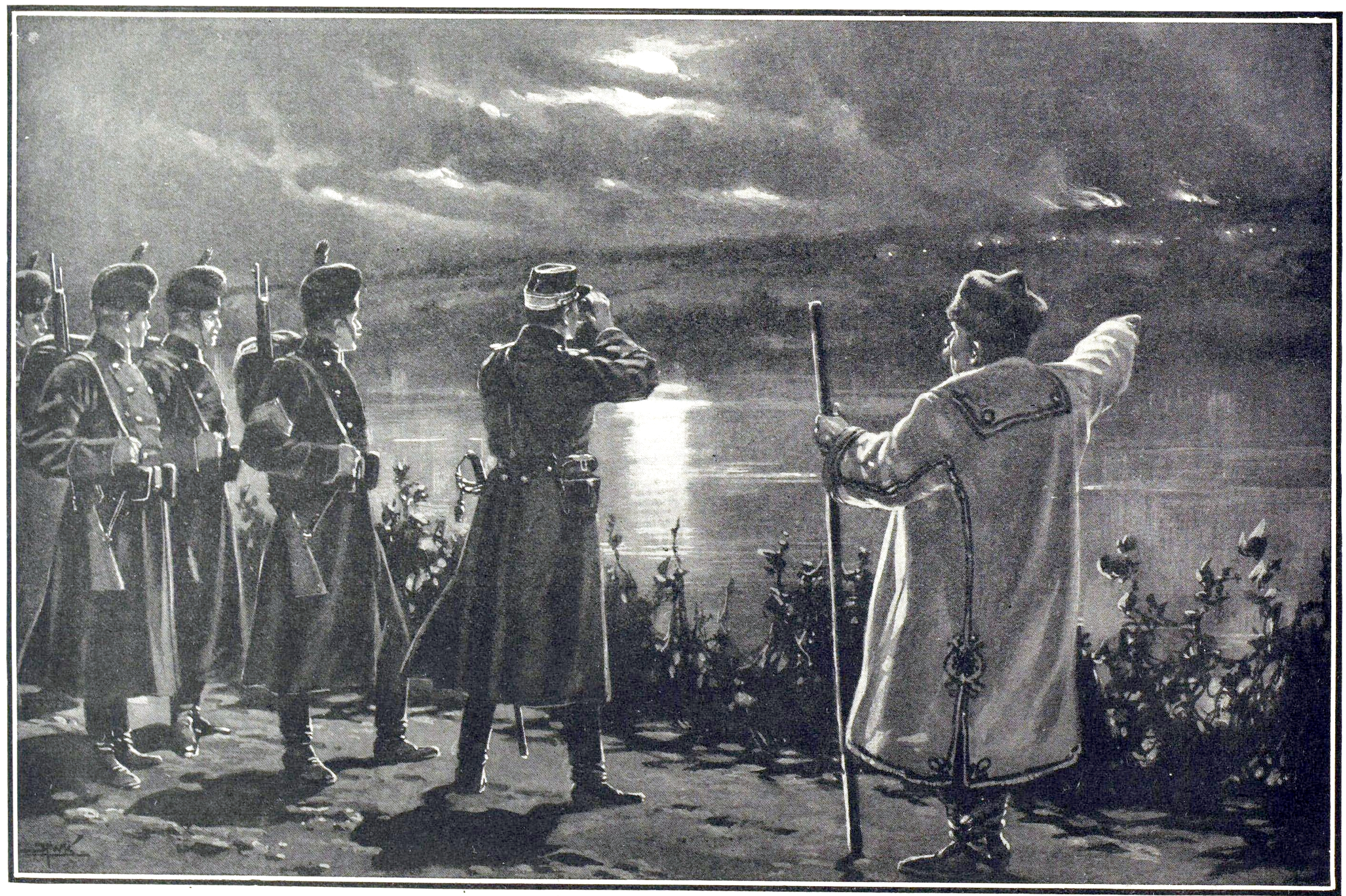
Румынский пограничник с правого берега реки Прут наблюдает за сожжением русских деревень за рекой, 1906 год.

В 1905 году до Бессарабии докатились волнения первой русской революции. Начались крестьянские восстания и столкновения с отрядами правительственных сил.
Студент Харьковского технологического института, эсер Андрей Галацан создал в селе Комрат Бендерского уезда подпольную организацию. Галацан с соратниками призывали к свержению самодержавия, захвату земель у помещиков. В итоге он был арестован, что вызвало протест местного населения.
6 января 1906 года в селе Комрат начался протест, который быстро перерос в массовые волнения. Участники выступлений, поддерживавшие лидера по фамилии Галацан, захватили в заложники пристава, урядника и других чиновников. Мятежники объявили о создании независимой Комратской республики и сформировали новый орган власти — волостной комитет под руководством Галацана. Среди первых постановлений комитета были отмена налоговых сборов, уничтожение долговых обязательств и распределение помещичьих угодий среди местных жителей.
10 января того же года журналист издания «Русское слово» передал с места событий: «Город Комрат с населением около десяти тысяч человек полностью контролируется бунтовщиками. Они провозгласили самоуправление, свергли прежнюю администрацию и взяли её представителей под стражу. Прибывшие драгуны не смогли подавить сопротивление. Вице-губернатор, посетивший мятежный район, запросил подкрепление — ещё один эскадрон войск».
10 января 1906 года корреспондент газеты «Русское слово» сообщал: «Десятитысячное селение Комрат — в руках восставших. Объявлена автономия. Власти низложены и арестованы. Драгуны бессильны. Выехавший вчера туда вице-губернатор просит направить второй эскадрон».
Через шесть дней восстание было подавлено. В итоге Галацан и другие зачинщики были сосланы в Сибирь на каторгу, ещё 40 человек были приговорены к тюрьме.

## Наследие
Именем Андрея Галацана называется улица, на которой расположен Комратский государственный университет.